# The Kid (película de 1997)
Corazón de campeón (The Kid) es una película canadiense de 1990 dirigida por John Hamilton. 

## Argumento
Jimmy es un joven adolescente con una gran pasión por el boxeo. Sus padres no conocen en principio su afición, que tanto significa para él, pero su mentor y entrenador decide apoyarle. Cuando un rival descubre su secreto, pondrá en peligro toda su carrera. Se trata de una hermosa película, dirigida con buena mano, en la que destacan valores como la amistad, la lealtad y el coraje.
- Datos: Q4279274